# Force Fed
Force Fed è un album in studio del gruppo musicale statunitense Prong, pubblicato nel 1988.

## Tracce
1. Freezer Burn – 2:33
2. Forgery – 1:52
3. Senseless Abuse – 3:18
4. Primitive Origins – 3:23
5. Aggravated Condition – 2:52
6. The Coliseum – 2:33
7. Decay – 2:44
8. It's Been Decided – 2:18
9. Force Fed – 2:48
10. The Taming – 1:47
11. Bought and Sold – 3:16
12. Look Up at the Sun – 3:07
13. Drainpipe – 2:20

## Formazione
- Tommy Victor - voce, chitarra
- Ted Parsons - batteria
- Mike Kirkland - basso